# Roca Tarpeya

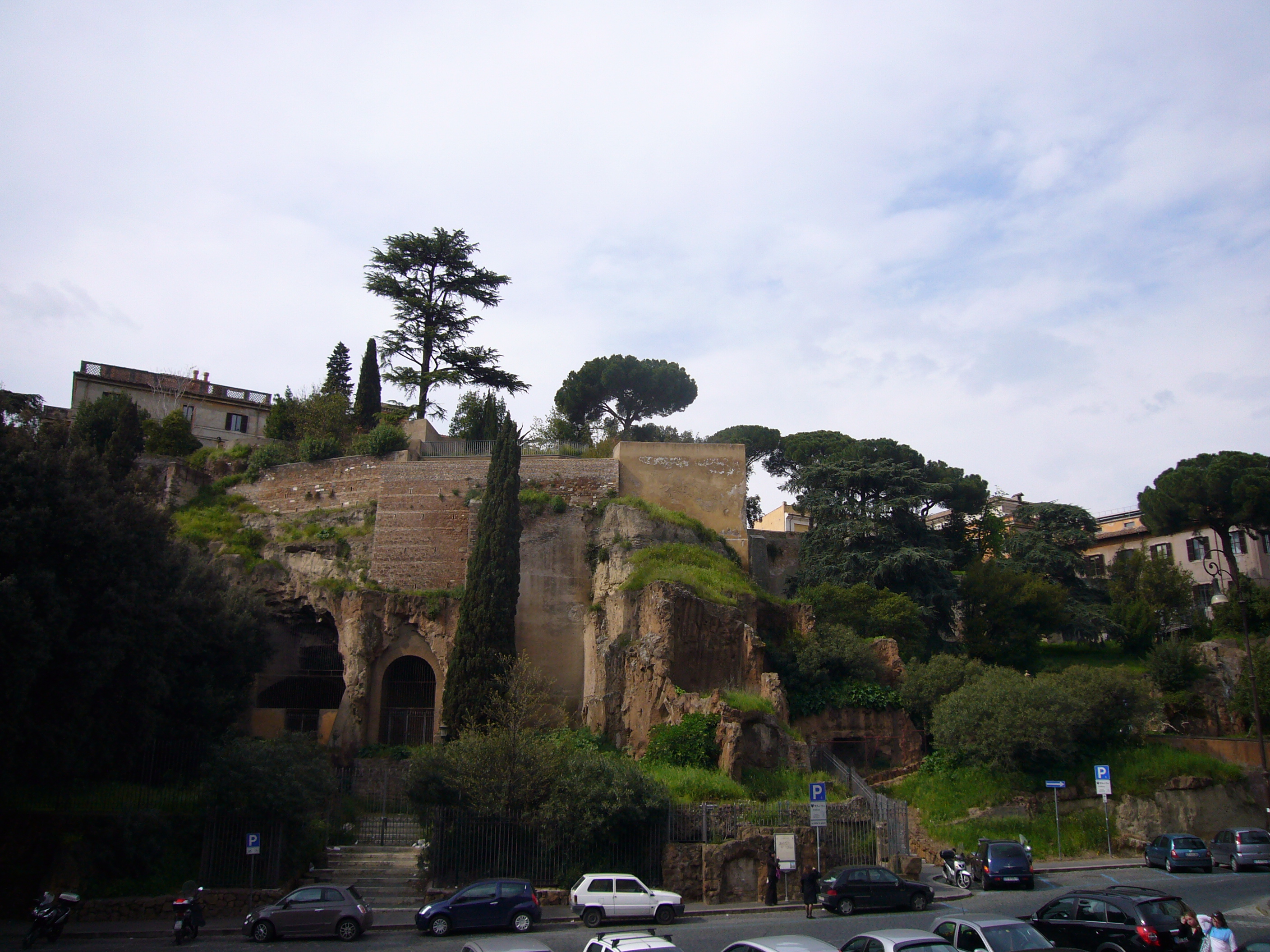
La Roca Tarpeya en la actualidad.

La Roca Tarpeya ("rupes Tarpeia" o saxum Tarpeium en latín) era una abrupta pendiente de la antigua Roma, junto a la cima sur de la colina Capitolina. Tenía vistas al antiguo foro romano. Durante la República, se utilizó como lugar de ejecución de asesinos, esclavos ladrones y traidores, que eran lanzados desde ella, siempre que fuesen condenados por los quaestores parricidii. Quienes sufrían de alguna tara irrecuperable o de enfermedad mental, corrían la misma suerte, pues los antiguos romanos entendían que habían sido maldecidos por los dioses.  Tenía una altura de unos 25 metros (80 pies).
Hay una expresión latina que dice Arx tarpeia Capitoli proxima (La Roca Tarpeya está cerca del Capitolio) que algunos traducen libremente al castellano como A gran salto, gran quebranto, que significa que quien consigue de improviso una posición elevada social o profesionalmente está muy expuesto a perderla de manera brusca. También se presume que dio origen al dicho usado en idioma español; "Cuanto más alto sube, más dura será la caída."
Según la leyenda, cuando el rey sabino Tito Tacio atacó Roma tras el rapto de las Sabinas (S.VIII aC), la virgen vestal Tarpeya, hija de Espurio Tarpeyo, que era gobernador de la ciudadela de la colina Capitolina, traicionó a los romanos abriendo las puertas de la muralla. El motivo de la traición fue bastante vulgar: obtener lo que los sabinos «traían en sus brazos». Tarpeya poco se esperaba que, en lugar de brazaletes de oro, obtendría golpes de sus escudos y que sería arrojada al vacío desde la roca que aún hoy lleva su nombre. 
Hacia el año 500 a. C., Lucio Tarquinio el Soberbio, séptimo y último rey de Roma, niveló la cima de la roca, retirando de ella los altares construidos por los sabinos, y construyendo un templo dedicado a Júpiter Capitolino. En la cima también se construyó un templo dedicado a Saturno, que contenía el tesoro de Roma.

## Algunos ejecutados importantes

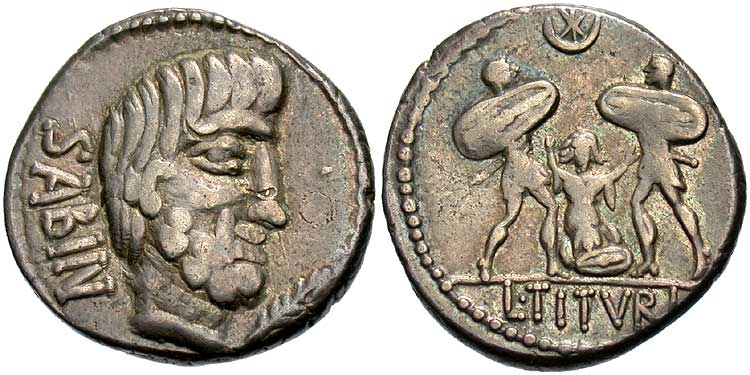
Las dos caras de una moneda romana, con una ejecución estilizada de una persona a la Roca Tarpeia. Monedas acuñadas el 89 a. C.

- Spurius Cassius Vecellinus, 485 a. C.
- Marcus Manlius Capitolinus, 384 a. C.
- Rebeldes de Tarentum, 212 a. C.
- Lucius Cornelius Chrysogonus, 80 a. C.
- Sextus Marius, 33
- Simon Bar Giora, 70